# 若弗鲁瓦·吉夏尔球场
若弗鲁瓦·吉夏尔球场（Stade Geoffroy-Guichard），又译热奥弗鲁瓦·基查尔球场，绰号“Chaudron”，是位於法國圣艾蒂安的多功能體育場。主要用於足球比賽。1984年歐洲足球錦標賽、1998年世界杯足球賽、2016年歐洲國家盃和2024年巴黎奥运会都有比賽在這裡舉行。此外也有橄欖球比賽在此舉行。
该球场是聖伊天體育會的主场。此地最初为一个40,000平方米的大型地块，由卡西諾集團创始人若弗鲁瓦·吉夏尔购入，他希望为其球队提供一个体育场。球场于1931年9月13日揭幕。

## 外部連結
- Stade Geoffroy-Guichard at Stadionwelt